# Кенн Фаелад мак Блахмайк
Кенн Фаелад мак Блахмайк (ірл. — Cenn Fáelad mac Blathmaic) — верховний король Ірландії. Король Бреги. Час правління: 671—675 роки. Успадкував трон після смерті свого брата — Сехнассаха мак Блахмайка (ірл. — Sechnassach mac Blathmaic), що не мав спадкоємців трону (дітей чоловічої статі) і помер у 670 чи 671 році. Батько: Блахмайк мак Аедо Слайне (ірл. — Blathmac mac Áedo Sláine) — верховний король Ірландії (пом. 665 р.). Належав до клану Сіл н-Аедо Слайне (ірл. — Síl nÁedo Sláine) — королівської династії, що була заснована королем Аедо Слайне (пом. 604 р.) і становила одну з гілок південних О'Нелів — королівського роду, що вів свій початок від короля Ніла Дев'яти Заручників.

## Прихід до влади і правління
Прийшов до влади після того, як його брата Сехнассаха мак Блахмайка вбили під час військової сутички в долині річки Бойн біля Клонарда в листопаді 671 року. Короля Сехнассаха вбив Дуб Дуїн (ірл. — Dub Dúin) — вождь клану Кенел Койрпрі (ірл. — Cenél Coirpri) — однієї з гілок королівської династії О'Нейлів. Правив Ірландією чи то 5 чи всього 4 роки. Був вбитий потрапивши у засідку біля озера Лох Дерг (ірл. — Lough Derg) — «Червоного Озера». Короля Кенна Фаелада вбив його двоюрідний брат і суперник Фінснехта Фледах (ірл. — Fínsnechta Fledach) (пом. 695), що претендував на трон. Після вбивства короля Кенна Фаелада він захопив трон верховних королів Ірландії і будучи королем наказав переписати літописи і викинути з них імена Кенна Фаелада та його брата, батька і предків. По цій причині його немає у літописі королів Ірландії «Видіння Конна Ста Битв» (ірл. — Baile Chuinn Cétchathaigh), що був записаний в той час. Але він згадується у «Літописах Ольстера»: «Воїни заходу закрили дорогу біля Фіннахта, король Кенн Фаелад був стятий — хотіли відібрати в нього не тільки життя, але й честь.»

## Нащадки
Нащадками короля Кенна Фаелада мак Блахмайка були люди з клану О'Хінн Фаелад (ірл. — Uí Chinn Fháelad) — вони не відіграли якоїсь значної ролі в історії.